# Jacques Rivette
Jacques Pierre Louis Rivette (Rouen, 1 maart 1928 – Parijs, 29 januari 2016) was een Frans filmregisseur.

## Loopbaan
Rivette stond mee aan de wieg van de Franse Nouvelle Vague. Net zoals de regisseurs Claude Chabrol, Jean-Luc Godard, Éric Rohmer en François Truffaut begon hij zijn loopbaan in 1953 als filmcriticus bij het maandblad Cahiers du cinéma. Vanaf 1963 was hij hoofdredacteur van dat blad. Samen met Godard behoorde Rivette tot de experimentele vleugel van de stroming. Hij kende niet hetzelfde commerciële succes als de andere leden van de Nouvelle Vague. Zelfs in cinefiele kringen kreeg hij niet altijd genoeg erkenning. Tot zijn bekendste films behoren Céline et Julie vont en bateau (1974) en La Belle Noiseuse (1991).
Jacques Rivette stierf op 87-jarige leeftijd in Parijs.

## Filmografie
- 1961: Paris nous appartient
- 1966: La Religieuse
- 1968: L'Amour fou
- 1970: Out 1
- 1974: Céline et Julie vont en bateau
- 1976: Duelle
- 1976: Noroît
- 1981: Le Pont du Nord
- 1981: Merry-Go-Round
- 1984: L'Amour par terre
- 1986: Hurlevent
- 1988: La Bande des quatre
- 1991: La Belle Noiseuse
- 1994: Jeanne la Pucelle 1: Les Batailles
- 1994: Jeanne la Pucelle 2: Les Prisons
- 1995: Haut bas fragile
- 1998: Secret défense
- 2001: Va savoir
- 2003: Histoire de Marie et Julien
- 2007: Ne touchez pas la hache
- 2009: 36 vues du pic Saint-Loup